# Aechmea servitensis
Aechmea servitensis là một loài thực vật có hoa trong họ Bromeliaceae. Loài này được André mô tả khoa học đầu tiên năm 1888.